# Öresundsvarvet

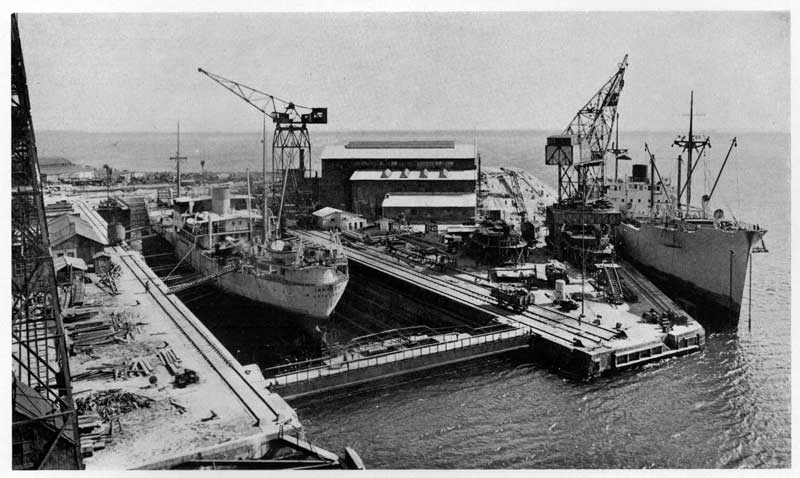
Die Werft im Jahr 1947

Das schwedische Maschinen- und Schiffbauunternehmen Öresundsvarvet AB bestand von 1915 bis 1982 in Landskrona.

## Geschichte

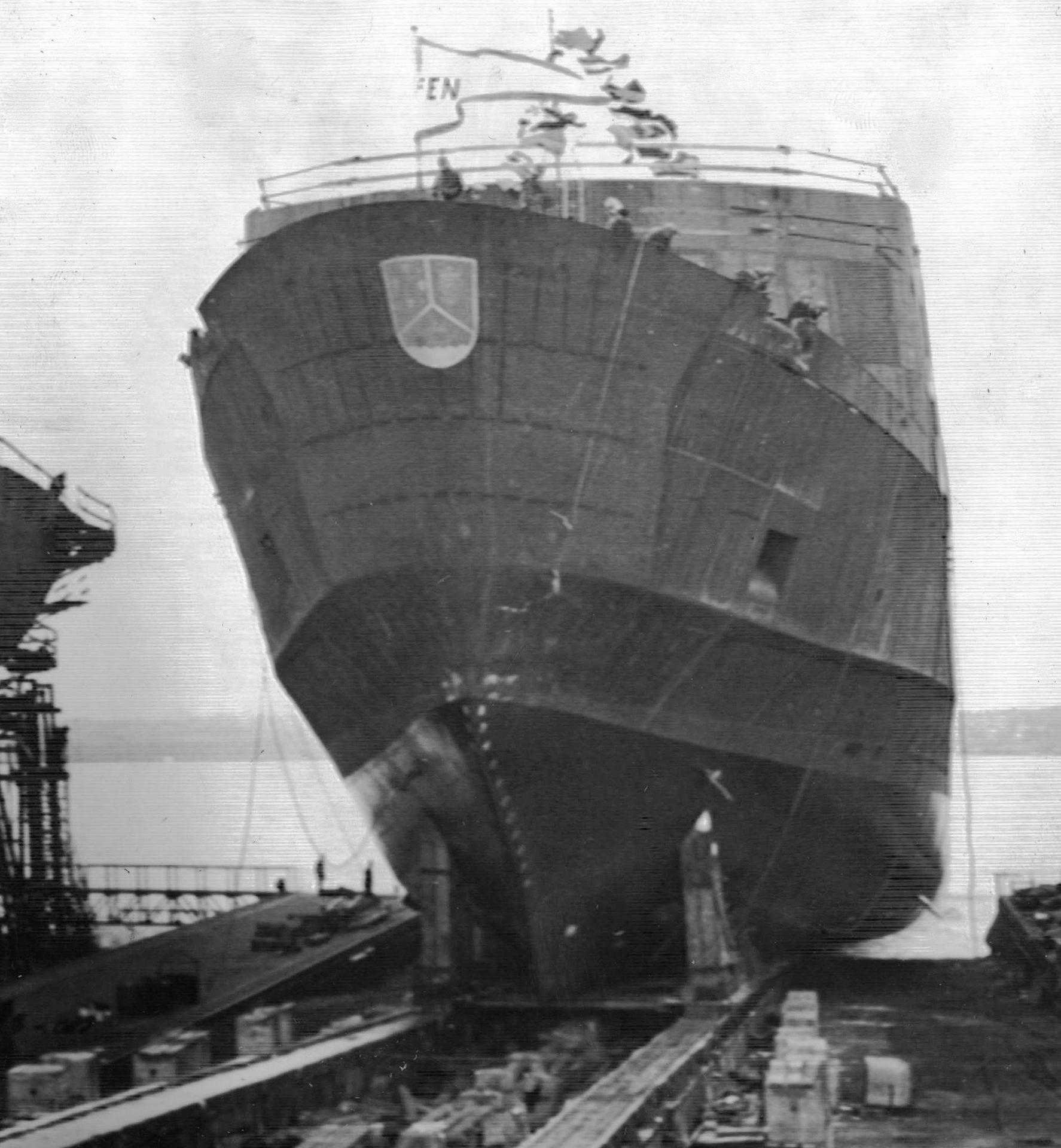
Stapellauf der Fennia, 1965

Das Unternehmen wurde 1915 von Arthur Du Rietz als Aktiebolaget Öresundsvarvet gegründet und lieferte nach dem Aufbau der Werftanlagen am 21. September 1918 das erste Schiff, den Stückgutdampfer Torild, an die Rederi AB Percivald ab. Infolge der Weltwirtschaftskrise musste die Werft bereits im März 1922 Konkurs anmelden und wurde im Jahr darauf als Nya Varvsaktiebolaget Öresund wiedereröffnet. Ab 1935 firmierte das Unternehmen als Öresundsvarvet AB. Im Dezember 1940 übernahm Götaverken das Unternehmen, das während der Kriegsjahre mehrere Minensucher für die schwedische Marine baute.
In den 1950er und 1960er Jahren florierte die Werft und das Jahr 1967 war ein Rekordjahr in dem sieben Schiffe abgeliefert wurden. Es wurden verschiedene Schiffstypen sowie Trockendocks gebaut, deren Größe bis in die 1970er Jahre stetig zunahm. Im Jahr 1971 benannte man das Unternehmen in Götaverken-Öresundsvarvet AB um und im Mai des darauf folgenden Jahres lieferte die Werft das Containerschiff Nihon an die Reederei Svenska Ostasiatiska Kompaniet ab. 1975 beschäftigt das Unternehmen rund 3500 Personen.
Die schwieriger werdende Schiffbaufinanzierung, die erstarkende Konkurrenz durch japanische Werften und der Nachfrageeinbruch im Tankersegment nach der Ölkrise von 1973 führten 1976 dazu, dass der schwedische Staat die Mehrheit der Götaverken übernahm und die Öresundsvarvet im Zuge der Schiffbaukrise im Juni 1977 in den staatlichen Schiffbaukonzern Svenska Varv eingegliedert wurde. Im Jahr darauf empfahl das Wirtschaftsministerium die Schließung der Werft, worauf es zu großangelegten Protesten kam. Im Januar 1979 wird das Schiffbauunternehmen mit immer noch gut 3000 Beschäftigten in Öresundsvarvet AB umbenannt. Trotz weiterer Proteste beschloss die Führung von Svenska Varv im Oktober 1980 die Abwicklung der Werft und im März 1982 wurde der Betrieb mit seinen noch 1788 Arbeitnehmern für eine symbolische Krone auf Landskrona Finans übertragen. Nach der Ablieferung des letzten Neubaus, dem Mehrzweckfrachter Woensdrecht im Dezember 1982 wurde die Werft schließlich Anfang 1983 geschlossen. Insgesamt entstanden in 67 Betriebsjahren 282 Schiffe auf der Werft.
Nach der Schließung etablierten sich auf dem Werftgelände mehrere Nachfolgeunternehmen. Zunächst führte die Reparaturwerft Cityvarvet AB mit etwa 200 Mitarbeiter das Reparaturgeschäft im kleineren Rahmen fort. Unter dem Namen Bruces Shipyard arbeitete darüber hinaus eine auf den Stahlbau und Kaskos ausgerichtete werft mit ebenfalls rund 200 Arbeitern weiter. In den frühen 1990er Jahren firmierte Cityvarvet erneut unter dem altbekannten Namen Öresundsvarvet AB. Seit den 2000er Jahren erfolgten weitere Ausbauten und seit 2010 nennt sich das Schiffbauunternehmen Heavy Industries AB, die zugehörige Werft Oresund Drydocks AB und die Stahlbautochter Oresund Steel Construction AB.